# Gösta Bengtsson
Gösta Ragnar Bengtsson (Göteborg, 25 juli 1897 - Stockholm, 19 januari 1984) was een Zweeds zeiler. Hij deed mee aan de Olympische Zomerspelen 1920 in Brussel en haalde in de boot Kullan de gouden medaille in de 30 m² klasse.